# Brett Anderson
Brett Lewis Anderson (născut pe 29 septembrie 1967, în Anglia) este un muzician britanic, cunoscut cel mai bine pentru activitatea sa în formația de britpop Suede. După ce Suede s-a destrămat, Anderson a fondat alături de fostul coleg de trupă Bernard Butler formația The Tears, cu care a scos un album în 2005; la momentul de față, formația se află în pauză, și nu se știe dacă vor mai exista și alte albume în viitor. Anderson a lansat și trei albume solo.

## Copilăria și adolescența
Brett a crescut în orașul său natal alături de viitorul coleg de trupă, Mat Osman. Tatăl său, Peter Anderson, este șofer de taxi, și un ascultător pasionat al lui Franz Liszt. Mama lui Brett era actriță și a murit de cancer în anul 1989 (ei îi este dedicată melodia „The Next Life”, de pe albumul Suede. Ea l-a numit pe Brett după un personaj din serialul ei preferat, The Persuaders, lordul Brett Sinclair (interpretat de Roger Moore). Anderson are și o soră pe nume Blondine, care a plecat de acasă la vârsta de șaisprezece ani.
În jurul vârstei de 12 ani, Brett se apucase de sport în mod serios, ajungând chiar în echipa școlii și deținând recordul la 800 de metri pentru câțiva ani buni. Mai târziu, el a explicat „Era singurul mod prin care puteam evita bătaia. Toți bătăușii tindeau să îi lase în pace pe puștii care erau buni la sport...”.
Anderson a cunoscut-o la Londra pe Justine Frischmann, la „University College London”, unde erau amândoi studenți, și, la puțin timp după, cei doi au devenit un cuplu, rămânând împreună timp de trei ani. Aceasta a fost perioada în care s-au pus bazele trupei Suede.

## Cariera

### Suede
În adolescență, Anderson mai cântase în diverse trupe de garage rock, precum The Pigs (de aici inspirația pentru cântecul „We Are the Pigs” pe care l-a compus mai târziu cu Suede) și Geoff (proiect la care participase și viitorul basist Suede, Mat Osman), și își amintea că niciunul dintre colegii de trupă pe care i-a avut nu știa cu adevărat să cânte. De abia în 1989, atunci când el, Frischmann și Osman au decis să formeze o trupă, proiectele sale muzicale au căpătat un contur serios. În căutarea unui chitarist, cei trei au publicat un anunț în revista NME, și au primit un răspuns de la Bernard Butler care a devenit membrul formației după o audiție.
La scurt timp după aceea, formația și-a ales numele Suede, și a pornit în căutarea unui toboșar. După perioade scurte de colaborare cu Justin Welch, respectiv cu Mike Joyce (fostul toboșar The Smiths), Suede și-au întregit componența în iunie 1990 prin sosirea toboșarului Simon Gilbert. Cam pe atunci, Frischmann l-a părăsit pe Anderson pentru Damon Albarn, liderul Blur, o altă formație care avea să fie reprezentativă pentru scena britpop. Frischmann a fost în cele din urmă dată afară din Suede, pe motiv că lipsea de la repetiții. Ulterior, ea a devenit lidera trupei Elastica.
Chiar înainte de apariția primului album, formația a reușit să atragă atenția, apărând pe coperta revistei Melody Maker fără să fi lansat nici măcar un single. O contribuție la atenția acordată de mass-media au reprezentat atât stilul androgin al lui Anderson, cât și mărturisirile vagi despre sexualitatea sa (una dintre cele mai cunoscute fiind „Sunt un bisexual ce nu a avut niciodată o experiență homosexuală.”. În 1993, Suede a atins locul întâi în topuri, Anderson câștigând o faimă instantanee în Marea Britanie. America, încă fascinată de stilul grunge și de cei mai de seamă exponenți ai acestuia, Kurt Cobain (Nirvana), respectiv Eddie Vedder (Pearl Jam), s-a lăsat însă mai greu cucerită. Mai mult decât atât, cântăreața americană Suede (pe numele adevărat Suzanne DeBronkhart), a obținut drepturile de utilizare ale acestui nume în America, forțând astfel trupa să își scoată albumele în SUA sub numele de The London Suede.
Suede au trecut cu bine și peste plecarea din trupă a lui Bernard Butler, scoțând încă două albume aclamate de public, Dog Man Star și Coming Up, însă problemele lui Anderson cu drogurile (respectiv cocaina și heroina) au silit formația să ia o pauză înainte de a scoate, în 1999, Head Music, care a primit critici amestecate. A New Morning (2002) a fost ultimul album, lansat după o perioadă lungă și costisitoare de înregistrări. A reprezentat un eșec comercial, și acest fapt, combinat cu scăderea în popularitate a genului britpop, a dus la despărțirea trupei în anul 2003.

### The Tears
În 2004, Anderson s-a revăzut cu fostul coleg de trupă Bernard Butler, și după o noapte petrecută în oraș, cei doi au decis să formeze o nouă trupă, The Tears, alături de Will Foster, Makoto Sakamoto și Nathan Fisher. Anderson povestea ulterior: „Ani de zile după ce Bernard a plecat din Suede a trebuit să fiu eu lider, dar acum miza e mai mare. E ca și cum ne-am duela unul cu celălalt, într-o competiție între prieteni.”. The Tears au lansat în 2005 un album intitulat Here Come The Tears, care conținea single-urile „Refugees” și „Lovers”.
De la bun început, Anderson și Butler au insistat că The Tears nu vor interpreta cântece Suede în concerte; rugat fiind de un fan la un concert să cânte „The Drowners”, Anderson ar fi replicat: „A spus cineva că vrea să cântăm 'The Drowners'? Atunci n-a nimerit concertul care trebuia.” Cu timpul însă, atitudinea aceasta avea să se schimbe, The Tears ajungând să cânte în cadrul unui concert „The Living Dead”, un B-side al trupei Suede.
Înainte de a începe lucrul la un al doilea album de studio, formația a fost concediată de casa de discuri. În aprilie 2006, Anderson a anunțat că trupa ia o pauză și că el va începe lucrul la un album solo, iar în august același an, site-ul oficial al formației și forumul au fost închise.

### Cariera solo
În 1995 (pe vremea când era membru Suede) Anderson a realizat un duet cu Jane Birkin care a apărut în 1998 pe albumul acesteia, Best Of. El a cântat de asemenea și versul „You're going to reap just what you sow” din cântecul „Perfect Day”, parte a proiectului de caritate „Children in Need”. În 2001, Anderson a colaborat cu suedeza Stina Nordenstam, fiind invitat pe albumul acesteia, This Is Stina Nordenstam.
În mai 2006, Anderson a dat detalii despre albumul său de debut, care avea să apară pe 26 martie 2007, declarând pentru revista NME că titlul va fi Brett Anderson întrucât „...vedeți voi, acesta este numele meu.” În turneul de promovare a albumului, Anderson a fost însoțit și de fostul coleg din Suede, Mat Osman.
Pe data de 13 august 2007, Anderson a cântat în România, la București, în deschiderea concertului formației Muse, interpretând atât melodii lansate ca artist solo, cât și piese Suede (printre care s-au numărat „Beautiful Ones” și „Everything Will Flow”).
Pe 7 iulie 2008 a fost lansat cel de-al doilea album al artistului, Wilderness, despre care Brett spunea pe site-ul său oficial: „E simplu, personal, lugubru, lovește puncte sensibile, e romantic și sentimental”. Pe acest album, Anderson cânta la chitară acustică și la pian, și e acompaniat de Amy Langley la violoncel.
Cel de-al treilea album al artistului, Slow Attack, a fost lansat pe 2 noiembrie 2009. Acest album este scris de către Anderson în colaborare cu Leo Abrahams. Piesele sunt disponibile spre ascultare atât pe site-ul oficial al artistului, cât și pe canalul său de YouTube.

## Activitate muzicală

### Suede
vezi articolul Discografia Suede

### The Tears
- Here Come The Tears (2005)

### Solo
Albume
- Brett Anderson (26 martie 2007)
- Wilderness (7 iulie 2008)
- Slow Attack (2 noiembrie 2009)

Albume live
- Live in London (9 mai 2007) (ediție limitată)
- Live at Union Chapel (19 iulie 2007) (ediție limitată)
- Live at Queen Elizabeth Hall

Single-uri și EP-uri
- „Love Is Dead” (19 martie 2007)
- „Back to You” (EP) (9 iulie 2007)
- „A Different Place” (21 iulie 2008) (download digital)